# Кубок Греции по футболу 2011/2012
Кубок Греции по футболу 2011/2012 годов (греч. Κύπελλο Ελλάδος 2011/2012) — 70-й розыгрыш Кубка Греции по футболу.

## Пятый раунд
| Дата      | Хозяева     | Счёт              | Гости           |
| --------- | ----------- | ----------------- | --------------- |
| 11.1.2012 | Керкира     | 2:0               | Докса Драма     |
| 11.1.2012 | ПАС Янина   | 1:4               | Астерас Триполи |
| 11.1.2012 | Олимпиакос  | 3:0               | Трасивулос      |
| 11.1.2012 | Паниониос   | 0:0 (по пен. 4:3) | Панатинаикос    |
| 12.1.2012 | Атромитос   | 2:1               | Арис Салоники   |
| 17.1.2012 | Ксанти      | 1:2               | Пансерраикос    |
| 18.1.2012 | ПАОК        | 2:0               | АЕК Афины       |
| 19.1.2012 | Панетоликос | 1:3               | ОФИ             |

## 1/4 финала
| Дата      | Хозяева         | Счёт               | Гости        |
| --------- | --------------- | ------------------ | ------------ |
| 25.1.2012 | ПАОК            | 1:1 (доп. вр. 0:1) | Атромитос    |
| 25.1.2012 | Олимпиакос      | 4:0                | Паниониос    |
| 22.2.2012 | ОФИ             | 3:0                | Пансерраикос |
| 22.2.2012 | Астерас Триполи | 1:0                | Керкира      |

## 1/2 финала
| Дата 1 матча | Дата 2 матча | Хозяева    | Счёт 1 матча | Счёт 2 матча | Гости           |
| ------------ | ------------ | ---------- | ------------ | ------------ | --------------- |
| 21.3.2012    | 4.4.2012     | Атромитос  | 0:0          | 2:2          | Астерас Триполи |
| 21.3.2012    | 4.4.2012     | Олимпиакос | 1:0          | 0:0          | ОФИ             |

## Финал
| Дата      | Хозяева   | Счёт               | Гости      |
| --------- | --------- | ------------------ | ---------- |
| 28.4.2012 | Атромитос | 1:1 (доп. вр. 0:1) | Олимпиакос |